# باتريك كين

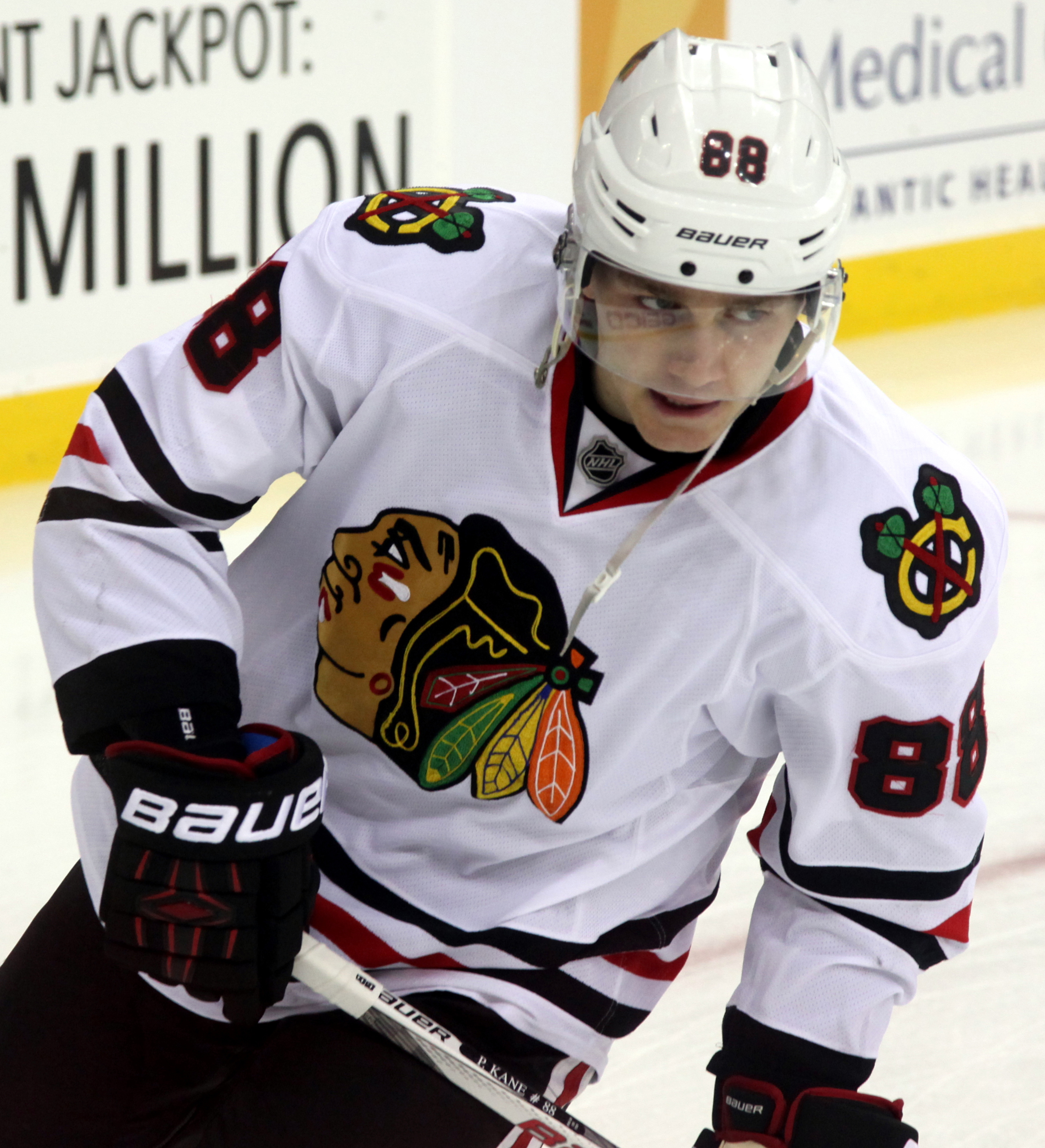

باتريك تيموثي كين الأبن (بالإنجليزية: Patrick Timothy Kane Jr)‏ مواليد (19 نوفمبر 1988) هو لاعب هوكي أمريكي محترف ومركزه جناح أيمن يلعب حاليا لفريق شيكاغو بلاك هاوكس في الدوري المحلي للهوكي.

## الحياة المهنية
وسجل هدف الوقت بدل الضائع ضد الطيارون فيلادلفيا للفوز شيكاغو بلاكهوكس أول كأس ستانلي في 49 عاما.

## روابط خارجية
- باتريك كين على موقع دوري الهوكي الوطني (الإنجليزية)
- باتريك كين على موقع قاعة مشاهير الهوكي (لاعب أن.إتش.أل) (الإنجليزية)
- باتريك كين على موقع EliteProspects.com (الإنجليزية)
- باتريك كين على موقع Eurohockey.com (الإنجليزية)
- باتريك كين على موقع HockeyDB.com (الإنجليزية)
- باتريك كين على موقع Hockey-Reference.com (الإنجليزية)
- باتريك كين على موقع أوليمبيديا (الإنجليزية)